# Plan B (muzyk)
Plan B, właściwie Benjamin Paul Ballance-Drew (ur. 22 października 1983 w Londynie) – brytyjski piosenkarz, raper, producent muzyczny i aktor.

## Dyskografia

### Albumy
- 2006 – Who Needs Actions When You Got Words
- 2010 – The Defamation of Strickland Banks
- 2012 – ill Manors
- 2018 – Heaven Before All Hell Breaks Loose

### Single
- 2005 – "Sick 2 Def"/"No Good"
- 2006 – "Mama (Loves a Crackhead)"
- 2010 – "Stay Too Long"
- 2010 – "She Said"
- 2010 – "Prayin'"
- 2010 – "The Recluse"
- 2010 – "Love Goes Down"
- 2011 – "Hard Times" (feat. Elton John & Paloma Faith)
- 2012 – "Ill Manors"
- 2012 – "Deepest Shame"

## Filmografia
- 2008 – Adulthood
- 2009 – Harry Brown
- 2010 – 4.3.2.1
- 2011 - Turnout
- 2012 – Ill Manors
- 2012 - Sweeney, The

## Nagrody
- MTV Europe Music Awards 2010 - nominacja: najlepszy teledysk, najlepszy nowy artysta
- Brit Awards 2011 - wygrana: najlepszy brytyjski artysta[1], nominacja: najlepszy brytyjski singel (za "She Said"), najlepszy brytyjski album (za "The Defamation of Strickland Banks")